# Il Lombardia 2021
115. ročník jednodenního cyklistického závodu Il Lombardia se konal 9. října 2021 v Itálii. Vítězem se stal Slovinec Tadej Pogačar z týmu UAE Team Emirates a stal se tak historicky prvním slovinským vítězem tohoto závodu. Na druhém a třetím místě se umístili Ital Fausto Masnada (Deceuninck–Quick-Step) a Brit Adam Yates (Ineos Grenadiers).

## Týmy
Závodu se zúčastnilo celkem 25 týmů. Všech 19 UCI WorldTeamů bylo pozváno automaticky a muselo se zúčastnit závodu. Společně s šesti UCI ProTeamy tak utvořily startovní peloton složený z 25 týmů. Každý tým přijel se 7 jezdci, ale James Whelan (EF Education–Nippo) odstoupil před startem, na start se tedy postavilo celkem 174 jezdců. Do cíle v Bergamu dojelo 107 jezdců.

### UCI WorldTeamy
- AG2R Citroën Team
- Astana–Premier Tech
- Bora–Hansgrohe
- Cofidis
- Deceuninck–Quick-Step
- EF Education–Nippo
- Groupama–FDJ
- Ineos Grenadiers
- Intermarché–Wanty–Gobert Matériaux
- Israel Start-Up Nation
- Lotto–Soudal
- Movistar Team
- Team Bahrain Victorious
- Team BikeExchange
- Team DSM
- Team Jumbo–Visma
- Team Qhubeka NextHash
- Trek–Segafredo
- UAE Team Emirates

### UCI ProTeamy
- Alpecin–Fenix
- Androni Giocattoli–Sidermec
- Arkéa–Samsic
- Bardiani–CSF–Faizanè
- Eolo–Kometa
- Vini Zabù

## Výsledky
| Pořadí | Jezdec                   | Tým                    | Čas        |
| ------ | ------------------------ | ---------------------- | ---------- |
| 1      | Tadej Pogačar (SLO)      | UAE Team Emirates      | 6h 01' 39" |
| 2      | Fausto Masnada (ITA)     | Deceuninck–Quick-Step  | + 0"       |
| 3      | Adam Yates (GBR)         | Ineos Grenadiers       | + 51"      |
| 4      | Primož Roglič (SLO)      | Team Jumbo–Visma       | + 51"      |
| 5      | Alejandro Valverde (ESP) | Movistar Team          | + 51"      |
| 6      | Julian Alaphilippe (FRA) | Deceuninck–Quick-Step  | + 51"      |
| 7      | David Gaudu (FRA)        | Groupama–FDJ           | + 51"      |
| 8      | Romain Bardet (FRA)      | Team DSM               | + 51"      |
| 9      | Michael Woods (CAN)      | Israel Start-Up Nation | + 51"      |
| 10     | Sergio Higuita (COL)     | EF Education–Nippo     | + 2' 25"   |